# Benazir Bhutto
Benazir Bhutto (în limba urdu: بینظیر بھٹو [beːnəziːr bʱʊʈːoː]; n. 21 iunie 1953, Karachi, provincia Sindh, Pakistan — d. 27 decembrie 2007, Rawalpindi, provincia Punjab) a fost din 1988 până în 1990 și din 1993 până în 1996 prim-ministru al Pakistanului.
După ce s-a reîntors din exil în octombrie 2007, a devenit liderul opoziției politice. Pe 27 decembrie 2007 a devenit victima unui atentat sinucigaș cu bombă în cursul unei manifestații electorale.
A fost prima femeie care a deținut funcția de premier într-un stat musulman.

### Cărți despre Benazir Bhutto
- W.F.Pepper, (1983), Benazir Bhutto, WF Pepper, ISBN 978-0-946781-00-3
- Rafiq Zakaria (1990). The Trial of Benazir. Sangam Books. ISBN 978-0-86132-265-7.
- Katherine M. Doherty; Craig A. Doherty (1 septembrie 1990). Benazir Bhutto. Franklin Watts. ISBN 978-0-531-10936-6.
- Rafiq Zakaria (1989). The trial of Benazir Bhutto: an insight into the status of women in Islam. Eureka Pubns. ISBN 978-967-978-320-9.
- Diane Sansevere-Dreher (1 august 1991). Benazir Bhutto. Skylark. ISBN 978-0-553-15857-1.
- Christina Lamb (18 noiembrie 1992). Waiting for Allah: Pakistan's struggle for democracy. ISBN 978-0-14-014334-8.
- M. Fathers, (1992), Biography of Benazir Bhutto, W.H. Allen / Virgin Books, ISBN 978-0-245-54965-6
- Elizabeth Bouchard (1 februarie 1992). Benazir Bhutto: Prime Minister. Blackbirch Press, Incorporated. ISBN 978-1-56711-027-2.
- Iqbal Akhund (2000). Trial and error: the advent and eclipse of Benazir Bhutto. Oxford University Press, USA. ISBN 978-0-19-579160-0.
- Libby Hughes (mai 2000). Benazir Bhutto: From Prison to Prime Minister. Backinprint.com. ISBN 978-0-595-00388-4.
- Iqbal Akhund; Fahmīdah Riyāz̤ (15 septembrie 2001). Benazir Hukoomat: Phela Daur, Kia Khoya, Kia Paya?. ISBN 978-0-19-579421-2.
- Mercedes Padrino Anderson; Mercedes Padrino (martie 2004). Benazir Bhutto. Chelsea House Pub. ISBN 978-0-7910-7732-0.
- Mary Englar (28 februarie 2007). Benazir Bhutto: Pakistani Prime Minister and Activist. Coughlan Publishing. ISBN 978-0-7565-1798-4.
- Ayesha Siddiqa; Ayesha Siddiqa-Agha (2007). Military Inc: inside Pakistan's military economy. Pluto Press. ISBN 978-0-7453-2545-3.
- Benazir Bhutto Selected Speeches 1989–2007, 600 Pages Arhivat în 9 iulie 2011, la Wayback Machine.
- Articles written to pay tribute to Benazir Bhutto; Sani Panhwar, (2010) 247 Pages Arhivat în 3 martie 2016, la Wayback Machine.
- Torild Skard (2014) 'Benazir Bhutto' in "Women of Power - half a century of female presidents and prime ministers worldwide", Bristol: Policy Press ISBN 978-1-44731-578-0
- Anna Suvorova (februarie 2015). Benazir Bhutto: A Multidimensional Portrait. Oxford University Press. ISBN 978-0-19-940172-7. Arhivat din original la 23 septembrie 2015. Accesat în 23 septembrie 2015.